# Distretto di Sinanpaşa
Il distretto di Sinanpaşa (in turco Sinanpaşa ilçesi) è uno dei distretti della provincia di Afyonkarahisar, in Turchia.